# Thalassodes ostracites
Thalassodes ostracites är en fjärilsart som beskrevs av Karsch 1900. Thalassodes ostracites ingår i släktet Thalassodes och familjen mätare. Inga underarter finns listade i Catalogue of Life.